# Meg Gardiner
Pour les articles homonymes, voir Gardiner.
Meg Gardiner, née le 15 mai 1957, dans l'Oklahoma, aux États-Unis, est une romancière américaine, auteur de roman policier.

## Biographie
Elle grandit à Santa Barbara. Diplômée en droit de l'université Stanford, elle exerce à Los Angeles avant de devenir professeur à l'université de Californie à Santa Barbara. 
Au début des années 1990, elle s'installe en Angleterre avec sa famille et entreprend l'écriture d'un premier roman policier, China Lake, publié en 2002. Ce récit est lauréat du prix Edgar-Allan-Poe de la meilleure parution en livre de poche en 2009, à la suite de sa parution aux États-Unis l'année précédente. Evan Delaney, le personnage central, connaît entre-temps quatre nouvelles aventures et Gardiner clôt la série en 2006.
Elle signe à partir de 2008 une nouvelle série consacrée à la psychiatre médico-légale Jo Beckett, puis publie des thrillers sans personnage récurrent. Elle réside actuellement aux États-Unis.
En août 2022, elle coécrit Heat 2 avec le cinéaste Michael Mann. Le roman reprend les personnages de Heat, film de casse de Mann sorti en 1995.

## Œuvre

### SérieEvan Delaney
- China Lake (2002) Publié en français sous le titre Enragés, traduction de Jean Deliège, Paris, Calmann-Lévy, coll. Suspense, 2005.
- Mission Canyon (2003)
- Jericho Point (2004)
- Crosscut (2005)
- Kill Chain (2006)

### SérieJo Beckett
- The Dirty Secrets Club (2008) Publié en français sous le titre Le Dirty Secrets Club, traduction de Denis Bouchain, Paris, Fleuve Noir, 2010.
- The Memory Collector (2009) Publié en français sous le titre Souvenirs de sang, traduction de Jean-Pierre Roblain, Paris, Fleuve Noir, 2011.
- The Liar's Lullaby (2010)
- The Nightmare Thief (2011)

### SérieCaitlin Hendrix
- UNSUB (2017)
- Into the Black Nowhere (2018)
- The Dark Corners of the Night (2020)
- Shadowheart (2024)

### Autres romans
- Ransom River (2012)
- The Shadow Tracer (2013)
- Phantom Instinct (2014)
- Heat 2 (2022)

## Prix et distinctions

### Prix
- Prix Edgar-Allan-Poe 2009 du meilleur livre de poche original pour China Lake[1].
- Prix Barry 2018 du meilleur thriller pour UNSUB[2].

## Nomination
- Prix Thriller 2025 du meilleur thriller en série pour Shadowheart[3]